# Moral y buenas costumbres
La moral y las buenas costumbres es un término jurídico empleado en la vida cotidiana  para referirse a un conjunto de normas sociales que no alteren el orden público, preservando la paz y la seguridad, encontrándose estrechamente asociado a otros conceptos éticos y morales, tales como la decencia, el decoro, la dignidad y el pudor. El no cumplimiento de estas normas, mediante un comportamiento contrario, hace incurrir en una falta que puede tener una sanción previamente estipulada, dependiendo de los convencionalismos incorporados en el ordenamiento jurídico en donde ocurra, obedeciendo a un lugar y periodo de tiempo determinado. Normalmente se encuentran reguladas dentro del código civil o penal de un país, así como también en las leyes que hacen referencia al comportamiento social de las personas.
En la mayoría de los casos, la gravedad de los actos que atenten a la moral y las buenas costumbres va a depender, en primera instancia, del criterio de quien ejecuta la penalidad, siendo facultados para tales propósitos la policía o cualquier fuerza de seguridad equivalente para cursar una infracción, así como también posteriormente a los jueces, quienes emiten una resolución judicial correspondiente a cada caso. 
Esta terminología es usada frecuentemente por los socialconservadores como uno de sus argumentos a favor o de respaldo a sus principios.

## Crítica
El establecimiento de leyes donde se incorporan castigos contra los actos que atentan a la moral y las buenas costumbres, pueden carecer de precisión con respecto a qué son las buenas costumbres, dejando a la libre interpretación de los policías y jueces en base a sus propios valores y principios. En términos generales, se asume que las "malas costumbres" están vinculadas a los vicios. Existen diferencias considerables entre los países en términos de tolerancia social en relación con los diversos aspectos que conforman la idiosincrasia de una nación. Es decir, que algunas prácticas aceptadas socialmente en un país pueden no serlo en otro, pudiendo así generar conflictos en el estilo de vida de grupos de inmigrantes, dificultando la multiculturalidad. Por otra parte, se han visto casos de homofobia aludiendo este argumento, inclusive en algunas ocasiones, los involucrados son sancionados por actos de índole afectivo (tomarse de la mano o besarse) y no sexual.

## Situaciones nacionales
- Argentina: En el Código Civil y Comercial de la Nación de Argentina, que rige desde 2015, en el artículo 10 referente al abuso del derecho, establece que "La ley no ampara el ejercicio abusivo de los derechos. Se considera tal el que contraría los fines del ordenamiento jurídico o el que excede los límites impuestos por la buena fe, la moral y las buenas costumbres."[3]

- Chile: En el Código Penal de Chile se establece explícitamente el atentar contra las buenas costumbres, en lo que se refiere a la conformación de asociaciones (Artículo 292), a la prohibición de trabajos e industrias de esta naturaleza (Artículo 158), los hechos de "grave escándalo" o trascendencia (Artículo 373) y la venta, distribución o exhibición de material gráfico o canciones (Artículo 374).[4]

- Colombia: En Colombia también es utilizado el término con frecuencia en casos judiciales con cierta connotación sexual, pese a que la Constitución no incluye explícito el término "buenas costumbres", los tribunales de justicia sí consideran los términos de "moral social" y "moral pública".[5]

- Costa Rica: El Código Civil de Costa Rica decreta en su Artículo 631 la existencia de una imposibilidad legal "respecto a los actos ilícitos como contrarios a la ley, a la moral o las buenas costumbres".[6] Adicionalmente, en su Código Penal, se fijan sanciones para las "contravenciones a las buenas costumbres", tales como el maltrato animal, la embriaguez en los espacios públicos, las palabras o actos obscenos, las proposiciones irrespetuosas, los tocamientos indebidos (acoso sexual), el exhibicionismo, las "miradas indiscretas" hacia los domicilios que afecten la intimidad de las personas y el acoso telefónico o por cualquier medio análogo.[7]

- Cuba: En Cuba el Decreto-Ley 370 en su artículo 68, inciso i, considera una contravención asociada a las tecnologías de la información y la comunicación: "i) difundir, a través de las redes públicas de transmisión de datos, información contraria al interés social, la moral, las buenas costumbres y la integridad de las personas.". Este artículo es usado por parte del Gobierno Cubano para controlar a los ciudadanos y periodistas cuya actividad en las redes vaya contra de sus intereses. Convirtiéndose en un acto de censura y limitación de los derechos y libertades de los cubanos.

- España: En España era utilizado el artículo 431 del Código Penal, que consideraba como delito el " escándalo público ", para considerar las faltas a la moral y las buenas costumbres, sin embargo fue derogado.

- Filipinas: El Código Civil de Filipinas menciona la prohibición de celebrar contratos que vayan contra la moral y las buenas costumbres (Artículos 1306 y 1409), así como también fija compensaciones por daños ocasionados producto de faltas a la moral, a las buenas costumbres y al orden público (Art. 21).[8]

- Guatemala: Las «faltas contra las buenas costumbres» están contempladas dentro de la jurisprudencia guatemalteca, como los actos relacionados con la embriaguez y al efecto de las drogas en lugares públicos, con especial énfasis en la incitación a menores de edad a este tipo de acciones; al ofender públicamente el pudor con cantos, alegorías o material pornográfico u obsceno y las propuestas indecentes o indebidas a mujeres.[9]

- Paraguay: El Código Civil del Paraguay considera la prohibición de actos que sean contrarios al orden público, a la moral y a las buenas costumbres en varios de sus artículos: con respecto al efecto de las leyes en los actos jurídicos que se vean éstos interesados (Art. 9), a la aplicación de leyes extranjeras por parte de los jueces nacionales (Art. 22), a la imposibilidad de los actos jurídicos que atenten contra éstos (Art. 299 inciso C.), la condición de hechos imposibles que dejan sin efecto al acto jurídico (Art. 319), al uso en el contrato de los bienes no fungibles para el comercio (Art. 805) y en relación con la no repetición de "lo pagado" o prestaciones ya cumplidas (Art. 1820).[10]

- Perú: En el Código Civil del Perú, se establece en el Artículo V la anulación de todo acto jurídico que vaya en contra del orden público y las buenas costumbres, entendiéndolas como las reglas éticas dentro de los valores morales de la sociedad peruana. Asimismo, en el Artículo 96 de dicho código, se faculta al Ministerio Público a solicitar por la vía judicial, la disolución de asociaciones cuyas actividades sean contrarias al orden público y las buenas costumbres.[11]

- Uruguay: El Código Civil de Uruguay establece prohibiciones explícitas para las actividades o acciones que vayan en contra del orden público y las buenas costumbres, tales como en el interés de derogación de leyes (Art. 11), la naturaleza de la celebración de contratos (Art. 1284), en las dispociones testamentarias (Art. 960), a las convenciones especiales de la sociedad conyugal previas a la celebración del matrimonio (Art. 1938), a los mandatos de negocios (Art. 2051) y los comodatos (Art. 2217).[12]

## Francmasonería
Se estipula que para ser masón, uno de los requisitos elementales es
"ser hombre libre y de buenas costumbres". De acuerdo al Código moral masónico, redactado en 1717 en Inglaterra y aprobado por el Convento de Lausana en 1875, establece en una de sus normas que "el verdadero culto a Dios consiste en las buenas costumbres".[cita requerida]